# NEWS
NEWS (ニュース?, Nyūsu) è una boy band giapponese, facente parte del gruppo Johnny & Associates. Il nome "NEWS" è un riferimento alle parole "North" (nord), "East" (est), "West" (ovest), "South" (sud), in relazione al fatto che i membri del gruppo, provengono da ogni parte del Giappone.
Hanno cominciato la propria carriera nel settembre 2003, come supporter della nazionale femminile di pallavolo giapponese. Tutti i singoli pubblicati dal gruppo, ad eccezione di NEWS Nippon, che è stato distribuito in soli 11 negozi e quindi non è entrato in classifica, hanno raggiunto la vetta della classifica giapponese.

## Formazione

### Formazione attuale
- Keiichiro Koyama (小山 慶一郎?, Koyama Keiichirō) (1º maggio 1984)
- Takahisa Masuda (増田 貴久?, Masuda Takahisa) (4 luglio 1986)
- Shigeaki Kato (加藤 シゲアキ, 加藤 成亮?, Katō Shigeaki) (11 luglio 1987)

### Ex componenti
- Tomohisa Yamashita (山下 智久?, Yamashita Tomohisa) (9 aprile 1985)
- Ryō Nishikido (錦戸 亮?, Nishikido Ryō) (3 novembre 1984)
- Takahiro Morita  (森田 貴寛 Morita Takahiro?) (17 aprile 1988)
- Hiroki Uchi (内 博貴?, Uchi Hiroki) (10 settembre 1986)
- Yūya Tegoshi (手越 祐也?, Tegoshi Yuya) (11 novembre 1987)
- Hironori Kusano (草野 博紀?, Kusano Hironori) (5 febbraio 1988)

## Discografia

### Album
- 2005 – touch
- 2007 – pacific
- 2008 – color
- 2010 – LIVE
- 2013 – NEWS
- 2015 – White
- 2016 – QUARTETTO
- 2017 – NEVERLAND
- 2018 – EPCOTIA
- 2019 – WORLDISTA
- 2020 – STORY

### Raccolte
- 2012 – NEWS BEST

### Singoli
- 2003 – NEWS Nippon (NEWSニッポン)
- 2004 – Kibō~Yell~ (希望〜Yell〜)
- 2004 – Akaku Moyuru Taiyō (紅く燃ゆる太陽)
- 2005 – Cherish (チェリッシュ)
- 2005 – TEPPEN
- 2006 – Sayaendō / Hadashi no Cinderella Boy (サヤエンドウ/裸足のシンデレラボーイ)
- 2007 – Hoshi wo Mezashite (星をめざして)
- 2007 – weeeek
- 2008 – Taiyō no Namida (太陽のナミダ)
- 2008 – SUMMER TIME
- 2008 – Happy Birthday
- 2009 – Koi no ABO (恋のABO)
- 2010 – Sakura Girl (さくらガール)
- 2010 – Fighting Man
- 2012 – Chankapāna (チャンカパーナ)
- 2012 – World Quest / Pokopon Pekōrya (WORLD QUEST/ポコポンペコーリャ)
- 2014 – ONE -for the win-
- 2015 – Chumu Chumu (チュムチュム)
- 2015 – KAGUYA
- 2016 – Hikari no Shizuku / Touch (ヒカリノシズク/Touch)
- 2016 – Koi o Shiranai Kimi e (恋を知らない君へ)
- 2017 – EMMA
- 2018 – LPS
- 2018 – BLUE
- 2018 – Ikiro (「生きろ」)
- 2019 – Top Gun / Love Story (トップガン/Love Story)
- 2020 – Beautiful / Chincha Umakka / Kanariya (ビューティフル/チンチャうまっか/カナリヤ)

## Videografia
- 2004 – NEWS Nippon 0304 (NEWSニッポン0304)
- 2007 – Never Ending Wonderful Story
- 2008 – NEWS CONCERT TOUR pacific 2007 2008 -THE FIRST TOKYO DOME CONCERT-
- 2009 – NEWS LIVE DIAMOND
- 2010 – NEWS DOME PARTY 2010 LIVE! LIVE! LIVE! DVD!
- 2013 – NEWS LIVE TOUR 2012 ~Utsukushii Koi ni Suruyo~ (NEWS LIVE TOUR 2012 〜美しい恋にするよ〜)
- 2014 – NEWS 10th Anniversary in Tokyo Dome